# Lista de herdeiros do trono germânico
Esta é uma lista de indivíduos que foram, em dado período de tempo, considerados os herdeiros do trono do Império Alemão (1871 – 1918) e que vieram a ascender ao trono em caso de abdicação ou morte do monarca incumbente. Os herdeiros (presuntivos ou aparentes) que, de fato, sucederam ao Imperador Alemão (Deutscher Kaiser) são representados em negrito.
A lista inclui nobres a partir de 1871, ano em que os diversos principados germânicos foram unificados politicamente dando origem ao Império Alemão, um Estado monárquico soberano e independente regido pelos membros da Casa de Hohenzollern. A monarquia germânica era regida pela regra de sucessão que incluía a lei sálica e consistentemente designava o herdeiro em termos de primogenitura agnática, ou seja, o monarca era sucedido preferencialmente pelo herdeiro do sexo masculino mais próximo por linhagem masculina. O herdeiro ao trono germânico era intitulado Príncipe da Coroa (Kronprinz) e alternativamente Príncipe-Herdeiro da Alemanha.

## Herdeiros ao trono germânico
| Monarca       | Herdeiro                     | Condição          | Relação com o monarca | Período               | Período               |
| ------------- | ---------------------------- | ----------------- | --------------------- | --------------------- | --------------------- |
| Guilherme I   | Frederico, Príncipe-Herdeiro | Herdeiro aparente | Filho                 | 18 de janeiro de 1871 | 9 de março de 1888    |
| Frederico III | Guilherme, Príncipe-Herdeiro | Herdeiro aparente | Filho                 | 9 de março de 1888    | 15 de junho de 1888   |
| Guilherme II  | Guilherme, Príncipe Herdeiro | Herdeiro aparente | Filho                 | 15 de junho de 1888   | 9 de novembro de 1918 |